# NGC 748
NGC 748 is een spiraalvormig sterrenstelsel in het sterrenbeeld Walvis. Het hemelobject werd op 20 september 1784 ontdekt door de Duits-Britse astronoom William Herschel.

## Synoniemen
- PGC 7259
- MCG -1-6-4
- IRAS01538-0442